# نانا (رمان)

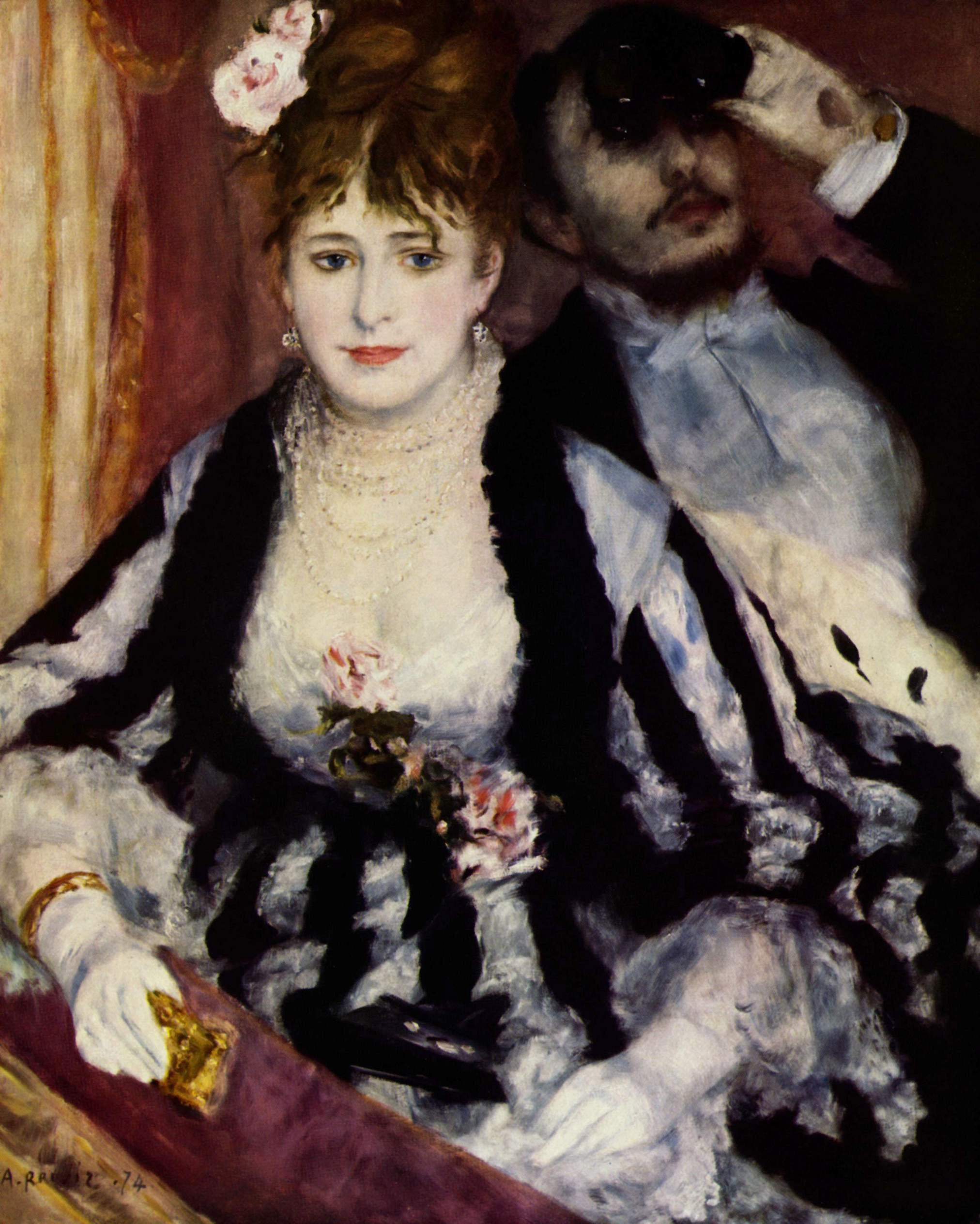
تصویر نانا از پیر آگوست رنوار

نانا (فرانسوی: Nana‎) نهمین داستان از مجموعهٔ بیست جلدی روگن ماکار اثر امیل زولا نویسنده، روزنامه‌نگار، و نمایش نامه نویس فرانسوی است. ماجرای این داستان در سال ۱۸۶۸ آغاز می‌شود.
نانا فرزند مردی خیالی به نام کوپو و زنی رختشوی به نام ژروز است که شخصیت اصلی کتاب آسوموار است. نانا نمایندهٔ زنان فاحشه‌ای است که در دوران امپراتوری دوم فرانسه مقام درخشان و آمیخته به رسوایی داشتند.
محمدعلی شیرازی ترجمهٔ ناقصی از این رمان را به روش آزاد به فارسی ارائه کرده‌است که وفادار به متن اصلی نیست.